# Эс-Сулайиль
Эс-Сула́йиль (араб. السليل‎) — город в Саудовской Аравии, на юге административного района Эр-Рияд. Расположен в 575 км к югу от Эр-Рияда, на краю пустыни Руб-эль-Хали. Административный центр мухафазы Эс-Сулайиль.
В 25 км к северу находится ракетная база Эс-Сулайиль, построенная с участием китайских специалистов в 1987—1988 годах.